# Майер, Сабина
Саби́на Ма́йер (нем. Sabine Meyer; род. 30 марта 1959[…], Крайльсхайм, Баден-Вюртемберг) — немецкая кларнетистка.

## Биография
Первые уроки музыки она получила от своего отца, кларнетиста Карла Майера, потом училась у Отто Германна в Штутгарте и Ханса Дайнцера в Ганновере. Её профессиональный дебют состоялся в 16 лет. Она стала солисткой симфонического оркестра Баварского радио, а в 1982 Герберт фон Караян пригласил её на должность первого кларнета в оркестр Берлинской филармонии — впервые за всю историю существования оркестра была нарушена традиция не брать в оркестр женщин. Это решение Караяна имело большой резонанс в музыкальном мире. Спустя год Майер, не принятая коллегами по оркестру, покинула его, решив сделать карьеру солистки. В эти годы Майер выступала более чем с 80 профессиональными оркестрами в Германии и других европейских странах, а также в Северной Америке, Японии, Бразилии, Израиле, Африке и Австралии. В 1983 Майер основала «Клароне-трио» вместе со своим братом Вольфгангом и мужем Райнером Веле, а в 1988 — Ансамбль духовых инструментов Сабины Майер. «Клароне-трио» сделало ряд записей с джазовыми кларнетистами Эдди Дэниэлсом и Михаэлем Рисслером. Майер шесть раз получала премию «Эхо» от Немецкой академии звукозаписи — больше, чем любой другой классический музыкант. В её репертуаре — почти все концертные, сольные и камерные сочинения для кларнета. Также она работает с музыкой современных композиторов. Большой успех имел её альбом «Современные сочинения для духовых ансамблей», включавший записи музыки Денисова, Хосокавы, Кастильони, Обста и Раскатова. Она была первым исполнителем сочинений Харальда Генцмера, Марка-Андре Дальбави и Манфреда Трояна. C 2003 играет в Фестивальном оркестре Люцерна.

## Репертуар
В репертуар исполнительницы входит классическая и современная музыка — от Мольтера, Стамица и Моцарта до Вереса, Денисова и Хосокавы.

## Творческие контакты
Выступала в ансамбле с Барбарой Хендрикс, Гидоном Кремером, Генрихом Шиффом, Олегом Майзенбергом, Табеа Циммерман, Ларсом Фогтом, квартетом Альбана Берга, Кливлендским и Токийским струнными квартетами (с последним она совершила мировое турне в 2001—2002) и др.

## Педагогическая деятельность
Вместе с мужем, кларнетистом Райнером Веле, преподает в Любекской Высшей школе музыки.

## Признание
Многократно отмечалась музыкальной критикой как инструменталист года (1994, 1996, 2000, 2003). Премия ЭХО-Классик и другие награды.
Многие из её учеников также стали знамениты. Считается одним из лучших педагогов-кларнетистов по сей день.